# Evil Masquerade
Evil Masquerade est un groupe de heavy metal danois. Le groupe est aussi considéré dans le courant metal néo-classique ; le premier album du groupe, Welcome to the Show, regorge de thèmes empruntés aux œuvres des grands-maîtres (Wagner et Bach notamment). Henrik Flyman est l'élément essentiel du groupe puisqu'il en est le fondateur et qu'il cumule chant et guitare, Apollo Papathanasio est au chant, Dennis Buhl à la batterie et enfin Thor Jeppesen à la basse.

## Biographie
Evil Masquerade est formé en 2003 à Copenhague par le guitariste suédois Henrik Flyman (Lacrimosa, ex-Wuthering Heights, ex-Moahni Moahna, ex-ZooL). Ensemble avec le batteur Dennis Buhl (ex-Hatesphere), le bassiste Kasper Gram et le chanteur Henrik Brockmann (ex-Royal Hunt), ils enregistrent un premier album studio au début de 2004 sous le titre de Welcome to the Show. Il est immédiatement bien accueilli par la presse spécialisée, et atteint la huitième place des classements japonais. Un an plus tard, ils publient un deuxième album, Theatrical Madness.
Plusieurs changements de formation s'effectuent avec l'arrivée du chanteur Apollo Papathanasio (Spiritual Beggars, ex-Firewind, ex-Time Requiem) et du bassiste Thor Jeppesen, et le groupe entre en studio avec Flyman et Buhl pour l'enregistrement de l'album Third Act. Cet album amène la popularité au groupe après sa réédition en 2007 aux États-Unis, un an après sa sortie en Europe et en Asie. Le quatrième album, Fade to Black, assiste encore une fois à un changement de formation, Henrik Flyman et Apollo Papathanasio étant les seuls restants depuis l'album précédents. Les nouveaux membres sont le batteur Daniel Flores (The Murder of My Sweet, Mind’s Eye, Tears of Anger, ZooL) et le bassiste Johan Niemann (Therion, Evergrey, Hubi Meisel, Demonoid, Mind’s Eye).
Flyman passe l'année 2010 à composer des chansons pour le cinquième album du groupe, Pentagram, qui est publié en mai 2012. Les enregistrements prennent place en 2011, et, pour ce faire, Flyman, collabore une nouvelle fois avec Papathanasio, Buhl et Jeppesen ; ils recrutent ensuite le claviériste Artur Meinild.
En 2013, le départ de Papathanasio est annoncé ; il est remplacé par le suédois Tobias Jansson,. Le seul et unique album qui fait participer Tobias est le sixième album du groupe, The Digital Crucifix, qui est publié le 12 avril 2014 chez Dark Minstrel Music. Il est ensuite publié à l'international le 19 mai 2016. Peu après la sortie, Sonne est annoncé comme le nouveau chanteur live du groupe, et, devient un mois après, membre permanent du groupe.

## Distinctions
En 2009, Henrik Flyman et Evil Masquerade remportent un JPF Music Award dans la catégorie de « meilleure chanson » pour Bozo the Clown.

## Activités caritatives
En 2011, Henrik Flyman s'implique au Metal for Cancer, une organisation caritative fondée par Richard Ofsoski afin de collecter des fonds pour la Australian Cancer Research Foundation(en) ,. Flyman écrit la chanson Let's Unite in Rock, qui est jouée sous un collectif du nom de The MFC Dragon Slayer All Star Project. Ce projet implique tous les membres de Evil Masquerade (sauf Dennis Buhl), et Richard Ofsoski, Mats Levén (Therion, Yngwie Malmsteen), Peter Wildoer (James LaBrie, Darkane, ex-Time Requiem), Snowy Shaw (Therion, Mercyful Fate, Dream Evil), Tony Kakko (Sonata Arctica), Glen Drover (Megadeth, King Diamond) et Tony Mills (TNT, Shy), notamment,,.

## Membres

### Membres actuels
- Henrik Flyman - guitare (depuis 2003)
- Nicklas Sonne - chant (depuis 2016)
- Dennis Buhl - batterie (2003–2008, depuis 2010)
- Thor Jeppesen - basse (2005–2008, depuis 2010)
- Artur Meinild - clavier (depuis 2011)

### Anciens membres
- Apollo Papathanasio - chant (2005–2013)
- Daniel Flores - batterie (2008–2010)
- Johan Niemann - basse (2008–2010)
- Tobias Jansson - chant (2013–2014)
- Kasper Gram - basse (2003–2005)
- Henrik Brockmann - chant (2003–2005)

### Membres invités
- Tony Carey - clavier (2008)
- David Rosenthal - clavier (2006)
- Mats Olausson - clavier (2004)
- Richard Andersson - clavier (2004–2007)
- André Andersen - clavier (2004–2005)
- Yenz Leonhardt - chœurs (2016)

## Discographie
- 2004 : Welcome to the Show
- 2005 : Theatrical Madness
- 2006 : Third Act
- 2008 : Fade to Black
- 2012 : Black Ravens Cry (single)
- 2012 : A Silhouette (single)
- 2012 : Pentagram
- 2014 : The Digital Crucifix
- 2016 : The Outcast Hall of Fame